# 金星の雪
金星の雪（きんせいのゆき、英語: Venus snow）は、金星の地表の中でも標高の高い場所において、電波によるレーダーの反射波の強い場所が見られることを表現したものである。なお、反射波の弱い場所は黒く、反射波が強い場所は白く描画される。2014年現在、この現象が起こる正確な理由は判明しておらず、金星の雪の成因は仮説の域を出ていない。

## 解説

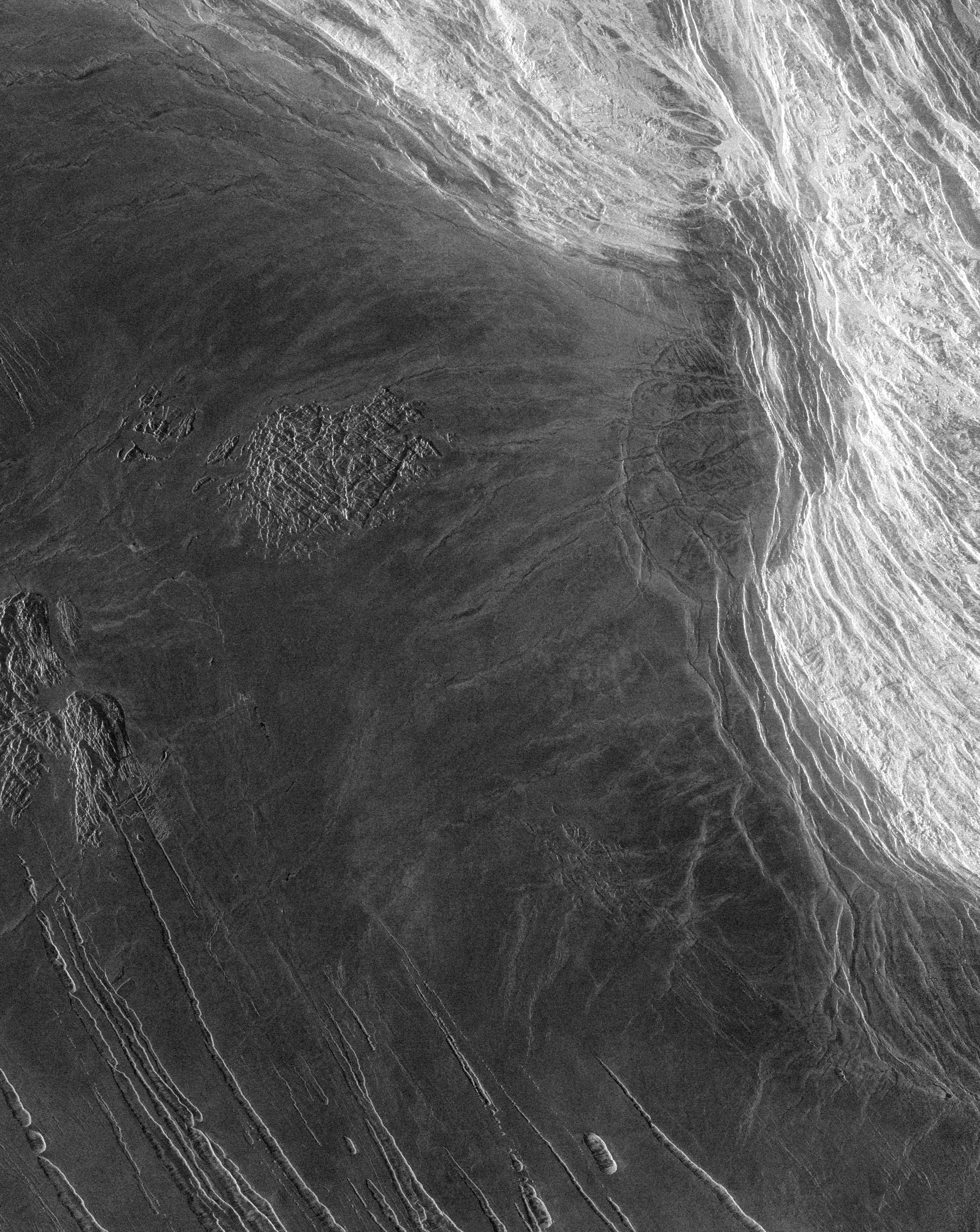
無人探査機マゼランのレーダーを使用して観測した、マクスウェル山の周辺。白く描画された場所が、レーダーの反射波の強かった場所。すなわち、金星の雪である。

### 地球の雪との違い
無人探査機マゼランのレーダー観測では、金星の標高の高い地域からの反射波が強いという結果が得られた。反射波が強い場所ほど白く描画されるように設定すると、まるで金星の標高の高い場所には雪が積もっているようにも見える。しかしながら、金星の標高の高い場所に見られる白く描画された部分は、「雪」と言っても、地球上の同じく標高の高い場所などで見られる雪のように、水によってできているわけではない。金星の表面は、乾燥している上に、気温は2014年現在で知られている限りにおいて400℃を下回ることはないため、水は存在できないと考えられている。ましてや、それが凍った雪（氷）など金星表面に存在できるわけがないとされている。

### 電波反射能の違う原因に関する仮説
金星表面の電波反射能は一様ではなく、標高の高い場所は反射能が高かった。金星表面の標高の高い場所においてレーダーの反射波が強い理由を説明できる仮説としては、金星の低地と高地とでは風化の進み具合が違うのではないかという仮説、他にも、金星の高地には何らかの化学物質が堆積する現象が起こっていて、その結果、金星の高地に、低地には存在しないような物質が存在しているのではないかという仮説などがある

。
また、パイオニア・ヴィーナス計画の観測の結果、どうやら金星の高地は表面の化学組成が、低地の表面とは違っているようだということが示唆された。やはりこれも仮説に過ぎないものの、もしかしたら、金星の高地の表面付近には、黄鉄鉱、または、その他の電波の反射能力の高い何らかの金属を含んだ鉱物でできた石が存在しているのではないかと言われた。そして、その原因として、金星の表面温度は数百℃と高温であるため、岩石は蒸発岩へと変化してゆくからではないかと考えられた。何らかの理由で、この蒸発岩への変化速度が、標高の低い場所に比べて、標高の高い場所の方が速いために、金属の多い鉱物が、高地の地表表面に残るのではないかという仮説も出た

。
1995年になって、より高精度のレーダーを搭載した無人探査機マゼランが金星の観測をしたところ、どうやら、より気温が高いであろう低地では、ある種の金属を含んだ成分が昇華して、より気温が低いであろう高地では、昇華した金属が積もっていっているようだということが判った。このようなことを起こす成分としては、テルル、黄鉄鉱、その他の金属の硫化物が挙げられる

。
その後の研究で、鉛の硫化物やビスマスの硫化物が、金星の標高2600m以上の場所では、雪として降っている可能性が示唆された

。